# Эррера, Рафаэла
Рафаэла де Эррера-и-Торрейноса (исп. Rafaela de Herrera y Torreynosa; 1742—1805) — креолка, считающаяся национальной героиней Никарагуа за её действия по организации защиты против британских войск Крепости Непорочного Зачатия во время битвы на реке Рио-Сан-Хуан-де-Никарагуа в 1762 году.

## Семья и ранние годы
Рафаэла Эррера родилась 6 августа 1742 года в Картахене-де-Индиас (вице-королевство Новая Гранада Испанской империи). Она была внебрачным и единственным ребёнком подполковника дона Хосе де Эррера-и-Сотомайора и Фелипы Торрейносы, креолки или, возможно, мулатки. Её воспитала в Картахене другая женщина — донья Мария Фелипе де Уриарте. Рафаэла приходилась внучкой бригадному генералу Хуану де Эррера-и-Сотомайору, выдающемуся военному инженеру и основателю Военной математической академии Америки. Её прадедом был генерал-капитан Дон Хосе Антонио де Эррера-и-Сотомайор, губернатор Рио-де-ла-Платы в 1682—1691 годах.
Отец Эрреры был капитаном артиллерии, участвовавшим в тяжёлых боях против британских войск под командованием вице-адмирала Эдварда Вернона во время битвы при Картахене в 1741 году. На момент её рождения в следующем году он был комендантом крепости на окраине Картахены-де-Индиас — Кастильо-де-Сан-Себастьян-дель-Пастелильо.
Воспитывая свою дочь, подполковник Эррера старался обучить её не только военным упражнениям, таким как артиллерийское дело, но и принципам чести, веры и патриотизма. Рафаэла покинула Картахену в 1753 году с отцом, когда тот был назначен комендантом гарнизона крепости Непорочного зачатия на реке Сан-Хуан в провинции Никарагуа в смену подполковнику дону Хуану Антонио Алонсо де Арсе.

## Битва за Рио-Сан-Хуан-де-Никарагуа
Поскольку испанская Никарагуа представляла собой потенциальный путь между Атлантическим и Тихим океанами, а также возможность расширения колонизации Центральной Америки за пределы Москитового берега, она стала главной целью британских нападений в XVIII веке. В 1762 году Уильям Литтелтон, британский губернатор Ямайки предложил военно-морскую экспедицию в Никарагуа. Целью было подняться по реке Сан-Хуан к озеру Никарагуа и захватить город Гранада, что фактически разрезало бы Испанскую Америку пополам, а также обеспечило бы потенциальный доступ к Тихому океану. Первым и самым большим препятствием на пути к успеху стала Крепость Непорочного Зачатия.
Конфликт начался в июне 1762 года, во время правления временного губернатора Никарагуа Мельчора Видаля де Лорки-и-Вильены. Снабжённая британским экспедиционным корпусом, группа флибустьеров из числа мискито самбу атаковала плантации какао в долине Матина. В следующем месяце они совершили набег на многие незащищённые поселения в Никарагуа, в том числе Хинотегу, Акойяпу, Ловигуиску, Сан-Педро-де-Ловаго, миссию Апомпуа возле Хуигальпы и Муй-Муй, сожгли и разграбили деревни, а также захватили несколько испанских пленных. Многие из людей, захваченных мискито, были проданы в рабство на колониальной Ямайке.
В июле объединённый экспедиционный корпус Великобритании и мискито самбу направился к крепости Непорочного зачатия на реке Сан-Хуан. Атакующая сила состояла из двух тысяч человек и более пятидесяти лодок, тогда как солдат в крепости насчитывалось всего около сотни. Что ещё хуже, захватчики угрожали региону в то время, когда комендант Крепости Непорочного Зачатия Хосе Эррера был смертельно болен. Рафаэла дала лежащему на смертном одре отцу торжественную клятву, что в случае необходимости она будет защищать крепость ценой своей жизни. Старший Эррера умер где-то между 15 и 17 июля, и лейтенант Дон Хуан де Агилар-и-Санта-Крус принял временное командование гарнизоном.
Несколько дней спустя, 26 июля 1762 года, объединённый экспедиционный корпус британцев и мискито самбу осадил крепость, положив начало битве на реке Рио-Сан-Хуан-де-Никарагуа. В 4 часа того же утра дежурный наблюдатель услышал артиллерийскую стрельбу с востока, в направлении наблюдательного пункта, расположенного на слиянии рек Бартола и Сан-Хуан. Заняв этот пункт, британский командующий узнал от испанских пленных, что крепость находится в запустении из-за недавней смерти её коменданта. Несколько часов спустя он послал посланника с требованием безоговорочной сдачи крепости в обмен на предотвращение дальнейших боевых действий. Заместитель командира гарнизона, сержант, уже собирался удовлетворить просьбу, когда вмешалась 19-летняя Эррера. Она бросила защитникам упрёк в трусости и капитулянтстве: «Вы забыли обязанности, налагаемые военной честью? Собираетесь ли вы позволить врагу украсть эту крепость, которая является защитой провинции Никарагуа и ваших семей?». Руководствуясь своей клятвой, данной покойному отцу и предкам, она решительно выступала против сдачи форта и настаивала на том, чтобы каждый солдат занял свое место в бою. Она приказала запереть ворота крепости и расставила часовых.
В ответ на отказ англичане выстроили боевую линию, полагая, что этого будет достаточно для достижения желаемого эффекта. Эррера, обученная обращению с оружием, выстрелила из одной из пушек и сумел убить британского командира третьим артиллерийским залпом. Разъярённые гибелью предводителя, британцы подняли боевое знамя и начали энергичную атаку на крепость, продолжавшуюся всю ночь. Гарнизон, воодушевленный героизмом Эрреры, оказал ожесточённое сопротивление, которое нанесло большие потери британским силам. С наступлением темноты Эррера приказал солдатам бросить в реку на плавающих ветках простыни, пропитанные спиртом, и поджечь. Течение понесло горящий материал в сторону вражеских кораблей. Это неожиданное действие заставило вторгшиеся британские войска приостановить атаку на остаток ночи и отступить на оборонительные позиции. На следующий день британцы попытались осадить крепость, но без особого успеха и с большими потерями со своей стороны.
Вдохновлённый героизмом Эрреры, временный командующий гарнизоном лейтенант Хуан де Агилар привёл защитников к победе спустя шесть дней боя. Эррера управляла пушками крепости, и испанцам удалось не только защитить стратегическую позицию, но и разгромить гораздо более крупные и лучше обученные военные силы. Британцы наконец сняли осаду и отступили 3 августа 1762 года. Они отошли к устью реки Сан-Хуан, где их присутствие на некоторое время препятствовало потоку судов в Карибское море. К счастью для защитников крепости, Испания и Великобритания начали мирные переговоры в Фонтенбло 3 ноября 1762 года, кульминацией которых стал Парижский мирный договор 10 февраля 1763 года. Куба и Манила, захваченные британцами, были возвращены Испании, а испанцы уступили британцам Флориду.

## Дальнейшая жизнь
Позже Эррера вышла замуж за жителя Гранады дона Пабло Мора. У пары родилось пятеро детей, двое из которых были парализованы. Её муж умер после рождения пятого ребенка, и семья жила в бедности в баррио Коринто (бедный район Гранады), пока 11 ноября 1781 года король Испании Карл III не издал королевский указ о предоставлении Эррере пожизненной пенсии в качестве награды за её героические действия во время битвы на Рио-Сан-Хуан-де-Никарагуа; она получила небольшой надел земли и пенсию в размере 600 песо.